# Lycée de la Révolution
 (août 2025).
La mise en forme du texte ne suit pas les recommandations de Wikipédia : il faut le « wikifier ».
Les points d'amélioration suivants sont les cas les plus fréquents. Le détail des points à revoir est peut-être précisé sur la page de discussion.
- Les titres sont pré-formatés par le logiciel. Ils ne sont ni en capitales, ni en gras.
- Le texte ne doit pas être écrit en capitales (les noms de famille non plus), ni en gras, ni en italique, ni en « petit »…
- Le gras n'est utilisé que pour surligner le titre de l'article dans l'introduction, une seule fois.
- L'italique est rarement utilisé : mots en langue étrangère, titres d'œuvres, noms de bateaux, etc.
- Les citations ne sont pas en italique mais en corps de texte normal. Elles sont entourées par des guillemets français : « et ».
- Les listes à puces sont à éviter, des paragraphes rédigés étant largement préférés. Les tableaux sont à réserver à la présentation de données structurées (résultats, etc.).
- Les appels de note de bas de page (petits chiffres en exposant, introduits par l'outil «  Source ») sont à placer entre la fin de phrase et le point final[comme ça].
- Les liens internes (vers d'autres articles de Wikipédia) sont à choisir avec parcimonie. Créez des liens vers des articles approfondissant le sujet. Les termes génériques sans rapport avec le sujet sont à éviter, ainsi que les répétitions de liens vers un même terme.
- Les liens externes sont à placer uniquement dans une section « Liens externes », à la fin de l'article. Ces liens sont à choisir avec parcimonie suivant les règles définies. Si un lien sert de source à l'article, son insertion dans le texte est à faire par les notes de bas de page.
- La présentation des références doit suivre les conventions bibliographiques. Il est recommandé d'utiliser les modèles {{Ouvrage}}, {{Chapitre}}, {{Article}}, {{Lien web}} et/ou {{Bibliographie}}. Le mode d'édition visuel peut mettre en forme automatiquement les références.
- Insérer une infobox (cadre d'informations à droite) n'est pas obligatoire pour parachever la mise en page.

Pour une aide détaillée, merci de consulter Aide:Wikification.
Si vous pensez que ces points ont été résolus, vous pouvez retirer ce bandeau et améliorer la mise en forme d'un autre article.
Le Lycée de la Révolution, principalement connu à Brazzaville, est un établissement scolaire rénové et modernisé pour répondre aux besoins éducatifs contemporains. Situé dans le 5ème arrondissement de Brazzaville, il a été endommagé lors des explosions de mars 2012 avant d'être réhabilité par le gouvernement congolais pour rouvrir en octobre 2017. Ce lycée comprend un collège associé, nommé Gampo Olilou, avec une capacité d'accueil d'environ 10 000 élèves. Les infrastructures comprennent de nombreuses salles de classe (175 au total), un amphithéâtre de 354 places, une salle de lecture, un centre médico-social, des logements pour le personnel ainsi qu'un gymnase. Le ministère a veillé à équiper progressivement les salles afin d'assurer un enseignement de qualité et à mettre en place un personnel compétent pour encadrer les élèves.

## Historique
Concernant ses étapes historiques et conceptuelles, si l'on évoque plus largement la notion de « lycée de la Révolution » dans un contexte éducatif républicain, elle fait référence à la volonté née avec la Révolution française (1789-1799) d'établir un système d'éducation nationale républicaine, laïque et civique, destiné à ancien des citoyens vertueux et patriotes. Sous l'impulsion des penseurs de l'époque comme Condorcet ou Robespierre, plusieurs propositions furent faites pour instituer une instruction publique accessible, morale et politique, inspirée par les valeurs révolutionnaires et les modèles antiques (notamment spartiates), avec un système structuré d'écoles primaires, de district et de lycées supervisés par un institut national. L'éducation devait être obligatoire et gratuite, axée sur la langue, les mathématiques, l'histoire civique, les sciences et les arts. Le plan révolutionnaire s'articulait autour d'une instruction laïque, rigoureuse et structurée, visant à faire progresser la société tout en rompant avec les anciennes institutions éducatives.

## Organisation
On peut donc distinguer deux dimensions principales :
- Le lycée de la Révolution à Brazzaville aujourd'hui , établissement scolaire rénové pour offrir une éducation publique de qualité dans un cadre moderne et adapté aux besoins démographiques.
- Le lycée de la Révolution en tant que concept historique et éducatif lié à la Révolution française , étape d'une réforme majeure dans l'organisation scolaire qui a posé les bases de l'enseignement républicain en France[3].